# Konstantin I. od Imeretije
Konstantin I. od Imeretije (gruz. კონსტანტინე I; umro 1327.), iz dinastije Bagration, bio je kralj zapadnog gruzijskog kraljevstva Imeretije od 1293. do 1327. godine.
Sin gruzijskog kralja Davida VI. Narina i njegove supruge Tamare Amanelisdze, naslijedio je gruzijsko prijestolje nakon očeve smrti 1293. godine. Za razliku od gruzijskih vladara na istoku kraljevstva, Konstantin je ostao neovisan od ilhanidske hegemonije, ali se suočio s ozbiljnim nemirima, jer se njegov brat Mihael usprotivio njegovom stupanju na prijestolje i preuzeo je kontolu nad regijama Rača, Lečhumi i Argvetijom. Imeretski plemići su uzaludno pokušavali pomiriti braću, pa je međusobni sukob konstantno razdirao zemlju. Takvu situaciju su iskoristili neki plemići, poput Đure I. Dadianija, vojvode Mingrelije, koji je potčinio veći dio vojvodstva Tchumi i proširio posjede do Anakopije. Šervashidzei su se ukorijenili u Abhaziji,  Giureli u Guriji, a Vardanisdzei u Svanetiji, pokazujući neveliku podložnost kraljevskoj vlasti. Usred takvih nemira, Konstantin je umro 1327. godine, a kako nije imao djece, naslijedio ga je brat Mihael.

## Kultura
Konstantin I. je 1305. godine obnovio Samostan Časnog Križa u Jeruzalemu priskrbivši Gruzijskoj pravoslavnoj Crkvi vlasništvo nad njim. Na jednoj fresci u crkvi Ienaši u Svanetiji prikazane su neidentificirane kraljevske osobe, za koje se smatra da su Konstantin I. i njegov brat Mihael. Njegove veze s tom regijom poznate su i iz povelje koju je Konstantin izdao klanu Svani Goškoteliani